# Juntas de San Antonio

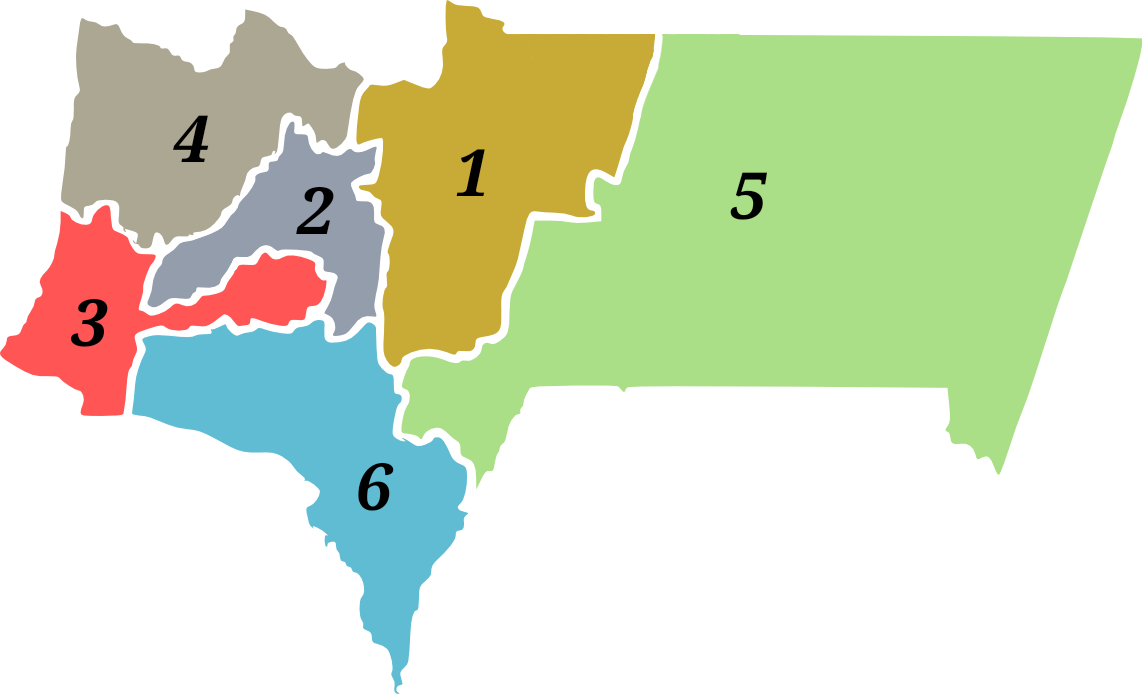
Las Juntas de San Antonio se encuentran en el punto extremo sur del mapa, debajo del número 6.

Las Juntas de San Antonio son un punto geográfico fronterizo entre las repúblicas de Argentina y Bolivia que recibe este nombre porque históricamente fue el punto de la confluencia de los ríos Grande de Tarija y Bermejo. En el lugar se encuentra el Hito 1A (o Hito 27) de la frontera entre ambos países a coordenadas 22.8717 Sur y 64.3086 Oeste, pero como el río Bermejo se ha desplazado más al sur adentrándose en territorio argentino, ha dejado a este punto en tierra firme. El lugar físico de unión de los ríos está hoy dentro de Argentina a 4,2 km al sudoeste, a 22.8971 Sur y 64.3275 Oeste.
El punto histórico de unión en Bolivia corresponde al municipio de Bermejo de la provincia de Arce en el departamento de Tarija. En Argentina se encuentra en la provincia de Salta en el límite entre los departamentos de Orán (municipio de Aguas Blancas) y General José de San Martín (municipio de General Ballivián). El punto de unión de los ríos actual está en el departamento de Orán.

## Historia
El área del triángulo del Bermejo, cuyo punto extremo sur son las Juntas de San Antonio, fue parte del conflicto diplomático y militar entre ambos países denominado Cuestión de Tarija, que comenzó en 1825. El río Bermejo era considerado por Bolivia como su frontera sur hasta alcanzar el río Paraguay, aunque el área permaneció inaccesible para Bolivia y poblada por salteños. El mapa oficial de Bolivia levantado y organizado entre 1842 y 1859 por el teniente coronel Juan Ondarza, el comandante Juan Mariano Mujica y el mayor Lucio Camacho y mandado a publicar por el presidente José María Linares muestra la zona como boliviana. El mapa levantado por Martin de Moussy en 1865 por encargo del gobierno argentino también las situaba como boliviana, lo que luego sirvió de antecedente.
El Tratado definitivo de límites entre Argentina y Bolivia (Quirno Costa-Vaca Guzmán) firmado en Buenos Aires el 10 de mayo de 1889 y el convenio definitivo de límites entre la República Argentina y Bolivia firmado en La Paz el 9 de julio de 1925 especificaron idénticamente en el artículo 1:

... hasta su desemboque en el río Bermejo, más o menos frente al pueblo de este nombre. Desde este punto bajará la línea divisoria por las aguas del río Bermejo hasta su confluencia con el río Grande de Tarija, en las Juntas de San Antonio. Desde las Juntas la línea remontará por las aguas del río Tarija hasta encontrar la desembocadura del río Itaú, cuyo curso seguirá hasta tocar el paralelo 22º...
Tratado Quirno Costa-Vaca Guzmán

El 16 de julio de 1902 Bolivia instaló el Fortín Virgen del Carmen de Juntas de San Antonio, que desde 1904 fue denominado Fortín Campero.

## Incursión de soldados bolivianos en hacienda argentina en octubre de 2010
El 26 de octubre de 2010 unos 50 soldados del Ejército de Bolivia del puesto militar Fortín Campero bajo el mando del coronel Willy Gareca incursionaron en el emprendimiento forestal El Polvaredal en territorio de la provincia argentina de Salta en esta zona de la frontera. El hecho originó una queja diplomática argentina, siendo calificada la incursión como grave e inaceptable por el canciller argentino. La denuncia penal ante un juez federal en Orán indica que las tropas habían robado maquinaria y destruido parte de la plantación de caña de azúcar, así como amenazado a los pobladores, ordenando el juez la captura del comandante. El jefe militar fue replegado a La Paz por el gobierno boliviano. El 23 de marzo de 2011 el Ejército de Bolivia restituyó a sus dueños los bienes y elementos apropiados por los soldados bolivianos, finalizando el incidente.